# بزواوکی
بزواوکی (به لهستانی:  Bezławki) یک روستا در لهستان است که در گمینا رشل واقع شده‌است. بزواوکی ۱۲۲ نفر جمعیت دارد.